# Aristosyrphus elongata
Aristosyrphus elongata är en tvåvingeart som först beskrevs av Hull 1943.  Aristosyrphus elongata ingår i släktet Aristosyrphus och familjen blomflugor. Inga underarter finns listade i Catalogue of Life.